# 김익형
김익형(한국 한자: 金翼亨, 1958년 6월 17일 ~ )은 대한민국의 전 축구 선수이며, 포지션은 미드필더였다.